# Martyrium des heiligen Laurentius (Plonévez-du-Faou)

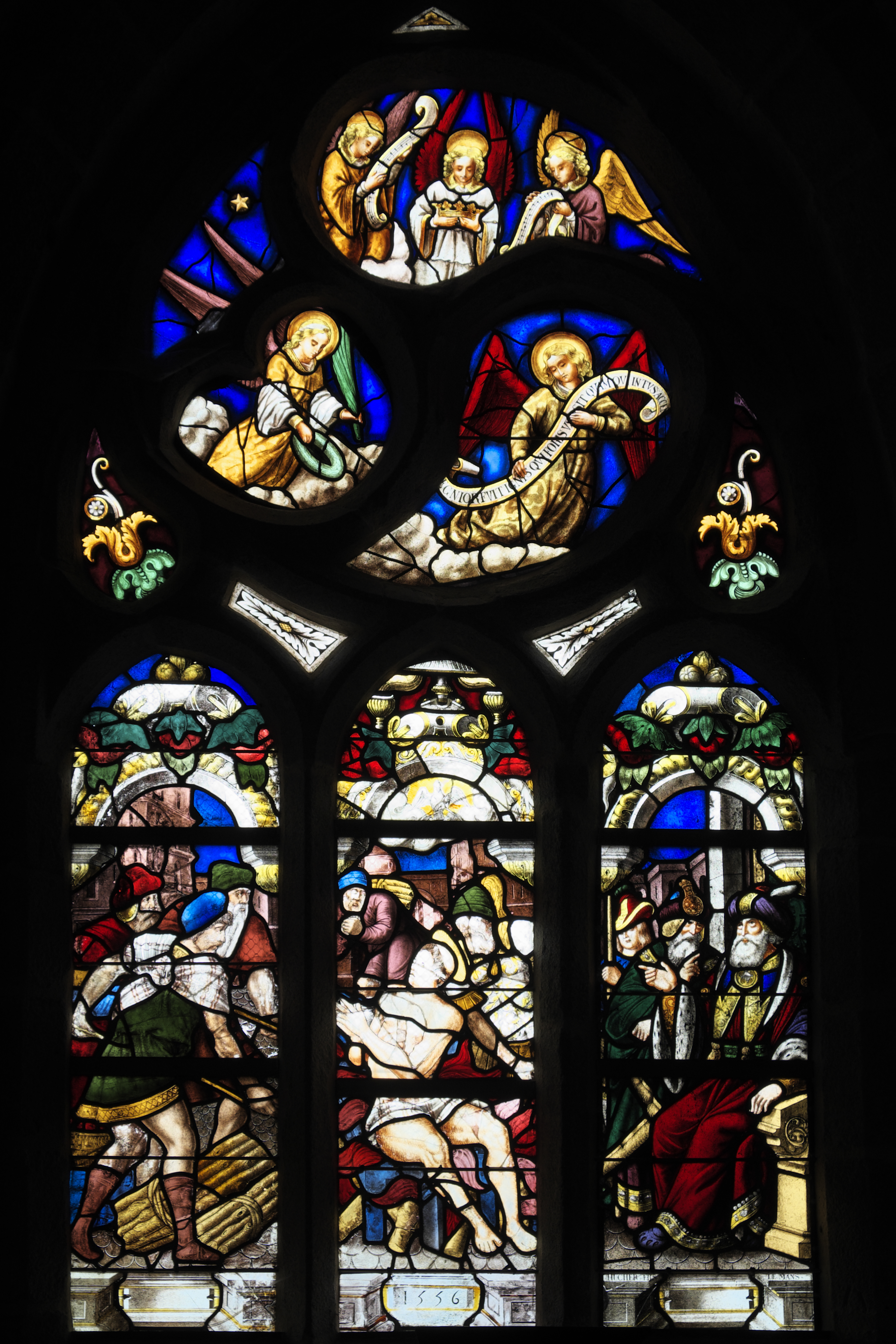
Fenster Martyrium des heiligen Laurentius in Plonévez-du-Faou

Das Fenster Martyrium des heiligen Laurentius in der katholischen Kapelle St-Herbot in Plonévez-du-Faou, einer französischen Gemeinde im Département Finistère in der Region Bretagne, wurde 1556 geschaffen (auf dem Fenster ist unten die Jahreszahl angebracht). Das Bleiglasfenster wurde 1906 als Monument historique in die Liste der geschützten Objekte (Base Palissy) in Frankreich aufgenommen.
Das Fenster im Chor stammt von einer unbekannten Werkstatt. Es zeigt das Martyrium des heiligen Laurentius. Er ist auf dem Scheiterhaufen dargestellt. Links von ihm stehen drei Folterknechte und rechts ist der Tyrann mit seinem Hofstaat zu sehen. Über dem Heiligen symbolisiert die Taube den Heiligen Geist. Im neueren Maßwerk sind fünf Engel mit Schriftbändern zu sehen.
Das Fenster wurde 1886 von Eugène Hucher und seinem Sohn Ferdinand in der Glasmalereiwerkstatt der Karmelitinnen von Le Mans restauriert und ergänzt.
Neben dem Fenster Martyrium des heiligen Laurentius gibt es zwei weitere Fenster aus der Zeit der Renaissance in der Kapelle (siehe Navigationsleiste).